# 月面軟着陸
『月面軟着陸 -SOFT LANDING ON THE MOON-』（げつめんなんちゃくりく ソフト･ランディング・オン・ザ・ムーン）は、1990年5月21日に発売されたピチカート・ファイヴ通算4作目のスタジオ・アルバム。

## 解説
1990年初頭、田島貴男がオリジナル・ラヴの活動に専念していくことを表明したのを受けて制作されたリミックス・アルバム。全曲リアレンジ、リミックスといったアプローチで既成曲が再提示された。
小西康陽によれば当初は“POP/ART”というアルバム・タイトルを考えていたとし、他にも“火星のグレイテスト・ヒッツ”や“ピチカート天狗”といったものも思いついたというが最終的には、アル・クーパーの同名曲のタイトルからとられた。
M-4<衛星中継>は1987年まで在籍していたオリジナル・メンバー、佐々木麻美子へのインタビュー・トラック。後ろで鳴いている犬の声は彼女の愛犬。M-5<皆笑った>はこの曲のリハーサルを見た小西がブロードウェイのミュージカルのようだと言ったのにヒントを得た高浪慶太郎がミュージカル風にリアレンジしたヴァージョン。M-6<指切り>はアルバム『Bellissima!』のためのリハーサル中に生まれた大滝詠一のカヴァーで、このセッション初日にレコーディングされたにも拘らず、小西曰く“作詞者である松本隆氏の気まぐれにより”アルバム収録が見送られていた作品だという。M-9<セックス・マシーン>は田島をメンバーに加えて最初に行われたデモ・テープのレコーディングで、3人がそれぞれ曲を持ち寄った時に小西が用意してきた曲だという。M-14<惑星>は小西の思いつきで決まった高浪による弦楽四重奏のリアレンジ・ヴァージョン。M-15<ワールド・スタンダード>はスペインの詩人“MR.YORO”が、同曲の詞をスペイン語で朗読したもの。M-18<水泳〜ブーガルー・イン・アクション>でブーガルーアレンジの<水泳>とのメドレーになっている<ブーガルー・イン・アクション>はブーガルーにリアレンジされた<アクション・ペインティング>。M-19<アロハ・オエ・ブルース>はフジテレビ系ドラマ『抱きしめたい!』のために書かれた曲で今作収録に際し新たに歌詞が書き下ろされたもの。
パッケージのデザインについて信藤三雄によれば、通常より小さいブックレットが入っていることについては「通常のサイズではなくて小さいものが入ってる、ってことを言い出したのは小西君なんですよ。たまたまその時僕が気に入っていたアメリカタバコの小さな折込カタログがあって。それをCDケースに入れてみたんですよ。それで“いける”っていうか」とし、製版のデザインについては「小西君がそういう色面のカラーチャートみたいなポスターカードを持ってたんですよ。僕はそれを使ってなんかできないかって企んだんですよ、写真とこの模様を合体させてなんかできないかな、と。それで試しにやってみて“これもいける!”と」という。ただ「これは製品が出来るまですごい不安だった。店頭でどういう見え方をするだろうかと。単純にジャケットが小さくなるんですから不利ですよね」とも語っている。
なお、このアルバムに際して小西と高浪の二人による各楽曲の解説を収録したプロモ・カセット『月の裏側』が制作されている。
オリジナル・リリースの初回盤では裏面の図版が見える透明トレーを使用してるが、以後は白のトレーに入った標準仕様に変更された。その後1995年11月1日の再発時に透明トレーが再び採用され、初回盤は三方背BOX仕様となった。

## 収録曲
1. パーティ・ジョーク  VOCAL ARRANGEMENTS BY 岡田愛詩
PARTY JOKE -Takanami- (1:13)
2. 新ベリッシマ  FEATURING THE “NAPOLEON SOLO” GUITAR, RECORDED LIVE IN TOKYO
BELLISSIMA'90 -Konishi- (4:14)
3. 誘惑について
TEMPTATION TALK -Konishi / Tajima- (4:39)
4. 衛星中継  AN INTERVIEW WITH 佐々木麻美子
SATELLITE HOUR -Konishi- (0:44)
5. 皆笑った  LEAD VOCALS BY 高浪慶太郎 + 野宮真貴
THEY ALL LAUGHED -Konishi / Takanami- (3:31)
6. 指切り  RECORDUING IN SPRING'88, OUT TAKE FROM “BELLISSIMA” SESSIONS
YUBIKIRI -Matsumoto / Ohtaki- (4:11)
7. ちょっと出ようよ  FEATURING 戸川京子 ON DUET VOCAL
LET'S GO AWAY FOR AWHILE -Takanami- (3:19)
8. ちょっと出ようよ  REPRISE
LET'S GO AWAY FOR AWHILE -Takanami- (0:44)
9. セックス・マシーン  GUITARS BY 岡田陽介
SEX MACHINE -Konishi- (4:55)
10. リップ・サーヴィス  ORCHESTRATIONS BY 長谷川智樹
LIP SERVICE -Tajima / Konishi / Tajima- (4:45)
11. ボーイ・ミーツ・ガール
BOY MEETS GIRL -Konishi / Kamomiya- (0:54)
12. 眠そうな二人  DUBMIX BY 宮崎“D.M.X.”泉
TWO SLEEPY PEOPLE -Konishi- (4:55)
13. 衛星中継  AN INTERVIEW WITH 田島貴男
SATELLITE HOUR -Konishi- (0:45)
14. 惑星  STRINGS ARRANGEMENTS BY 高浪慶太郎
PLANETS -Konishi / Tajima- (3:57)
15. ワールド・スタンダード  POET READINGS BY MR.YORO
WORLD STANDARD -Konishi / Takanami- (3:50)
16. トップ40  FEATURING 市川秀男 TRIO
TOP 40 -Tajima- (2:37)
17. インターミッション  BOPSCATS BY 田島貴男
INTERMISSION -Tajima- (0:33)
18. 水泳〜ブーガルー・イン・アクション
MEDLEY:THE SWIM〜BOOGALOO IN ACTION -Konishi / Takanami-〜-Konishi- (5:39)
19. アロハ・オエ・ブルース
ALOHA OE BLUES -Konishi- (4:51)
20. これは恋ではない  FEATURING 奥田民生
THIS CAN'T BE LOVE -Konishi- (4:32)
21. 夜をぶっとばせ  SOLO BY 田島貴男
LET'S SPEND THE NIGHT TOGHETER -Konishi / Tajima- (4:00)
22. 女王陛下よ永遠なれ  NARRATIONS BY 高浪慶太郎
GOD SAVE THE QUEEN -Konishi- (1:20)
23. カップルズ  ELECTRIC SITAR BY 斉藤誠
COUPLES -Konishi / Takanami- (3:55)

## クレジット
| - ▶ DIRECTED BY 河合マイケル * * * ▶ MIXED AND REMIXED BY 森岡徹也 ▶ EXCEPT3,13,20 BY 加藤博実 AND 12 BY 宮崎“D.M.X.”泉 ▶ DIGITALLY MASTERED BY 笠井鉄平 ▶ ASSISTANT ENGINEERS : 水谷勇紀、井上一郎、平木秀幸、伊藤聖治 (STUDIO TAKE ONE) ▶ EQUIPMENTS AND MANIPULATIONS : 坂元俊介 ▶ RECORDING COORDINATOR : 高村宏 * * * ▶ ART DIRECTOR : 信藤三雄 ▶ DESIGNER : 手塚久美子 ▶ PHOTOGRAPHER : 福岡耕造、村上憲治 ▶ MAKE UP ARTIST : 佐竹智一郎 ▶ 衣装提供 : 東京放送宇宙プロジェクト“日本人初の宇宙飛行士” * * * ▶ PRODUCTION COORDINATIOR : 須藤由美子 ▶ PROMOTIONAL STAFF : 西純久 ▶ MANAGEMENT : 森靖貴 THE GREATEST HITS * * * ▶ EXECUTIVE PRODUCER : 石井俊雄 ▶ ASSOCIATE PRODUCERS : 朝妻一郎、長門芳郎、麻田浩 COSA NOSTRA PIZZICATO MAFIA ▶ THE BAND : 宮田繁男 (DRUMS & PERCUSSION)、中山努 (KEYBOARDS)、河合マイケル（PERCUSSIONS)、野宮真貴 (VOCAL) ▶ MUSICIANS : 斉藤誠 (ALFA RECORDS, INC.)、金山功、渡辺等、ひらがくらよしえ、笹路正徳、数原晋、河東伸夫、金子グループ、JAKE H.CONCEPTION、伊集加代子、和田夏代子、市川秀男、加藤進、市原宏祐、八木のぶお、MAXAYNE LEWIS、小林潔、岡田愛詩、田島貴男、小西康陽、越美晴、小西純子、OLIVIER SILVA ▶ ORCHESTRATION : 高浪慶太郎、長谷川智樹 ▶ VOCAL ARRANGEMNT ON PARTY JOKE : 岡田愛詩 ▶ GUEST APPEARANCE : 松永孝義、宮崎泉 (ミュート・ビート ⁄ OVERHEAT MUSIC, INC.)、岡田陽介、沖山優司 (近田春夫 & ビブラストーン)、戸川京子 (SIXTY RECORDS)、ナポレオン山岸 (ザ・ファントムギフト)、奥田民生 (ユニコーン)、佐々木麻美子、MR.YORO ▶ CREW : 目黒嘉則 (CREWBIE)、野口勝功 (渡辺プロダクション) * * * * * * * * * * * ▶ THE SMALL CIRCLE OF FRIENDS : 山名昇、皆川勝、上村由美、岡本仁、寺川知紀、井出靖、鈴木惣一朗、OVER HEAT、大瀧詠一、石田真奈美、「VISAGE」、KING COBRA、SFC音楽出版、細野晴臣、原田公一、長健司、山本和夫 * * * * * * * * THE GROUP : 小西康陽、高浪慶太郎、田島貴男 - ▶ FAN CLUB INFORMATION : (有)グレイテスト・ヒッツ |

## SRCL-3376

### 解説
1995年11月1日、ソニー時代のカタログ全4タイトルが最新リマスタリング音源によりリイシュー。再発に際し、奥田民生の参加した1曲がカットされたため、中古盤市場では再発前のオリジナル盤には若干のプレミアがついて取引されている。初回盤は三方背BOX仕様。2004年には、ピチカート・ファイヴ解散3周年を記念して品番を改め再発売された。なお、収録曲は1曲カットされ全22曲となり、「新ベリッシマ」「ワールド・スタンダード」は若干短く編集された。

### 収録曲
1. パーティ・ジョーク  VOCAL ARRANGEMENTS BY 岡田愛詩
PARTY JOKE -Takanami- (1:14)
2. 新ベリッシマ  FEATURING THE “NAPOLEON SOLO” GUITAR, RECORDED LIVE IN TOKYO
BELLISSIMA'90 -Konishi- (3:58)
3. 誘惑について
TEMPTATION TALK -Konishi / Tajima- (4:37)
4. 衛星中継  AN INTERVIEW WITH 佐々木麻美子
SATELLITE HOUR -Konishi- (0:44)
5. 皆笑った  LEAD VOCALS BY 高浪慶太郎 + 野宮真貴
THEY ALL LAUGHED -Konishi / Takanami- (3:27)
6. 指切り  RECORDUING IN SPRING'88, OUT TAKE FROM “BELLISSIMA” SESSIONS
YUBIKIRI -Matsumoto / Ohtaki- (4:11)
7. ちょっと出ようよ  FEATURING 戸川京子 ON DUET VOCAL
LET'S GO AWAY FOR AWHILE -Takanami- (3:19)
8. ちょっと出ようよ  REPRISE
LET'S GO AWAY FOR AWHILE -Takanami- (0:43)
9. セックス・マシーン  GUITARS BY 岡田陽介
SEX MACHINE -Konishi- (4:55)
10. リップ・サーヴィス  ORCHESTRATIONS BY 長谷川智樹
LIP SERVICE -Tajima / Konishi / Tajima- (4:45)
11. ボーイ・ミーツ・ガール
BOY MEETS GIRL -Konishi / Kamomiya- (0:54)
12. 眠そうな二人  DUBMIX BY 宮崎“D.M.X.”泉
TWO SLEEPY PEOPLE -Konishi- (4:55)
13. 衛星中継  AN INTERVIEW WITH 田島貴男
SATELLITE HOUR -Konishi- (0:43)
14. 惑星  STRINGS ARRANGEMENTS BY 高浪慶太郎
PLANETS -Konishi / Tajima- (3:57)
15. ワールド・スタンダード  POET READINGS BY MR.YORO
WORLD STANDARD -Konishi / Takanami- (3:38)
16. トップ40  FEATURING 市川秀男 TRIO
TOP 40 -Tajima- (2:37)
17. インターミッション  BOPSCATS BY 田島貴男
INTERMISSION -Tajima- (0:31)
18. 水泳〜ブーガルー・イン・アクション
MEDLEY:THE SWIM〜BOOGALOO IN ACTION -Konishi / Takanami-〜-Konishi- (5:40)
19. アロハ・オエ・ブルース
ALOHA OE BLUES -Konishi- (4:55)
20. 夜をぶっとばせ  SOLO BY 田島貴男
LET'S SPEND THE NIGHT TOGHETER -Konishi / Tajima- (3:59)
21. 女王陛下よ永遠なれ  NARRATIONS BY 高浪慶太郎
GOD SAVE THE QUEEN -Konishi- (1:20)
22. カップルズ  ELECTRIC SITAR BY 斉藤誠
COUPLES -Konishi / Takanami- (3:53)

### クレジット
- ON THIS EDITION
- PRODUCER : 河合マイケル (SONY RECORDS)
- EXECUTIVE PRODUCER : 渡辺純一 (SONY RECORDS)
- ASSOCIATE PRODUCER : 寺川知紀 (FUJI PACIFIC)
- A&R : 井上敦史 (SONY RECORDS)
- ART DIRECTOR : 信藤三雄 (C.T.P.P.)
- DESIGNER : 北山雅和 (C.T.P.P.)
- PRODUCTION CO-ORDINATOR : 三木孝浩 (SMC)、大熊和恵 (SMC)
- PROMOTION STAFF : 宇田明則 (SONY RECORDS)
- REMASTERED BY BOBBY HATA (DISC LAB)

## リリース履歴
| # | 発売日        | リリース                                  | 規格 | 品番      | 備考                                                                         |
| - | ------------- | ----------------------------------------- | ---- | --------- | ---------------------------------------------------------------------------- |
| 1 | 1990年5月21日 | CBS/SONY                                  | CD   | CSCL 1149 | 全23曲。初回盤は透明トレイ仕様。                                             |
| 2 | 1995年11月1日 | Sony Records                              | CD   | SRCL 3376 | 全22曲。リマスタリング&ニュー・エディションによる再発。初回は三方背BOX仕様。 |
| 3 | 2004年4月28日 | GT music ⁄ Sony Music Direct (JAPAN) Inc. | CD   | MHCL 366  | 品番改定によるソニー版の再発。全22曲。                                       |